# 劉德立
劉德立，中華民國外交官、政府官員。畢業於淡江大學西班牙語文學系學士、輔仁大學西班牙語文學研究所碩士，在1983年獲得首屆巴拿馬政府獎學金，於國立巴拿馬大學進修西班牙語文學。曾任輔仁大學西班牙語文學系講師、外交部禮賓司典禮科長、禮賓司交際科長、駐巴拉圭大使館參事、外交部禮賓司長、駐巴拉圭大使、駐巴拿馬大使、外交部常務次長、駐西班牙臺北經濟文化辦事處大使銜代表等職務。

## 職業生涯
劉德立在擔任外交部禮賓司長期間，獲得非洲的邦交國史瓦濟蘭邀請，赴該國開授為期1周的國際禮儀專班，協助培訓禮賓接待人材。
2017年4月1日，即將離任駐巴拿馬大使的劉德立夫婦在職務宿舍晚宴巴拿馬總統瓦雷拉等人。劉德立表示自他履任以來，無日不為配合瓦雷拉施政重點與提升台巴兩國合作計畫執行效率而盡力，並簡述已執行逾50項計畫。瓦雷拉則對合作計畫的執行成效表示滿意，並對劉德立頗為稱許。但在6月13日，巴拿馬與中華民國斷交。外界質疑外交部在邦交不穩的情況下將劉德立調返台灣升任外交部常務次長，而5月繼任大使的曹立傑尚未遞交到任國書就發生斷交，有批評認為「棄曹保劉」。外交部對此否認並強調，駐外館長的調整，是經整體規畫布局安排，劉德立升任常務次長適才適所，相關人事作業早在1月底就開始，絕無所謂「棄保」安排。
2018年5月15日，美國聯邦參議員魯比歐在國會聽證會點名巴拉圭可能成為下一個與台灣斷交的國家。16日，有立法委員指出，外交部常務次長劉德立親赴巴拉圭「救火」，但外交部澄清表示，台巴邦誼穩固。劉德立也表示自己5月初赴巴拉圭是為了祝賀當選下任總統的好友阿布鐸，現任總統卡提斯也設宴敘舊，阿布鐸除了親自保證兩國邦交不用擔心，還寫信邀請中華民國總統蔡英文出席8月的就職典禮。
2018年8月21日，薩爾瓦多與中華民國斷交，影響中華民國在拉丁美洲的外交關係，外交系統隨即啟動應變作為。外交部常務次長劉德立於27日會見瓜地馬拉與宏都拉斯兩國駐華大使，除了重申兩國關係重要性，也針對各項合作計劃進行討論，展現捍衛邦交的積極態度。
駐西班牙代表劉德立多次以投書，或接受當地媒體訪問的形式，對於臺西歷史連結、海峽兩岸關係、香港修訂《逃犯條例》草案，以及參與國際民航組織等問題發表看法。

## 荣誉

### 外国勋章奖章
- 国家功绩大十字勋章（巴拉圭，2015年7月6日批准[30]）